# Mansion Historic District
Koordinaten: 42° 38′ 46″ N, 73° 45′ 23″ W

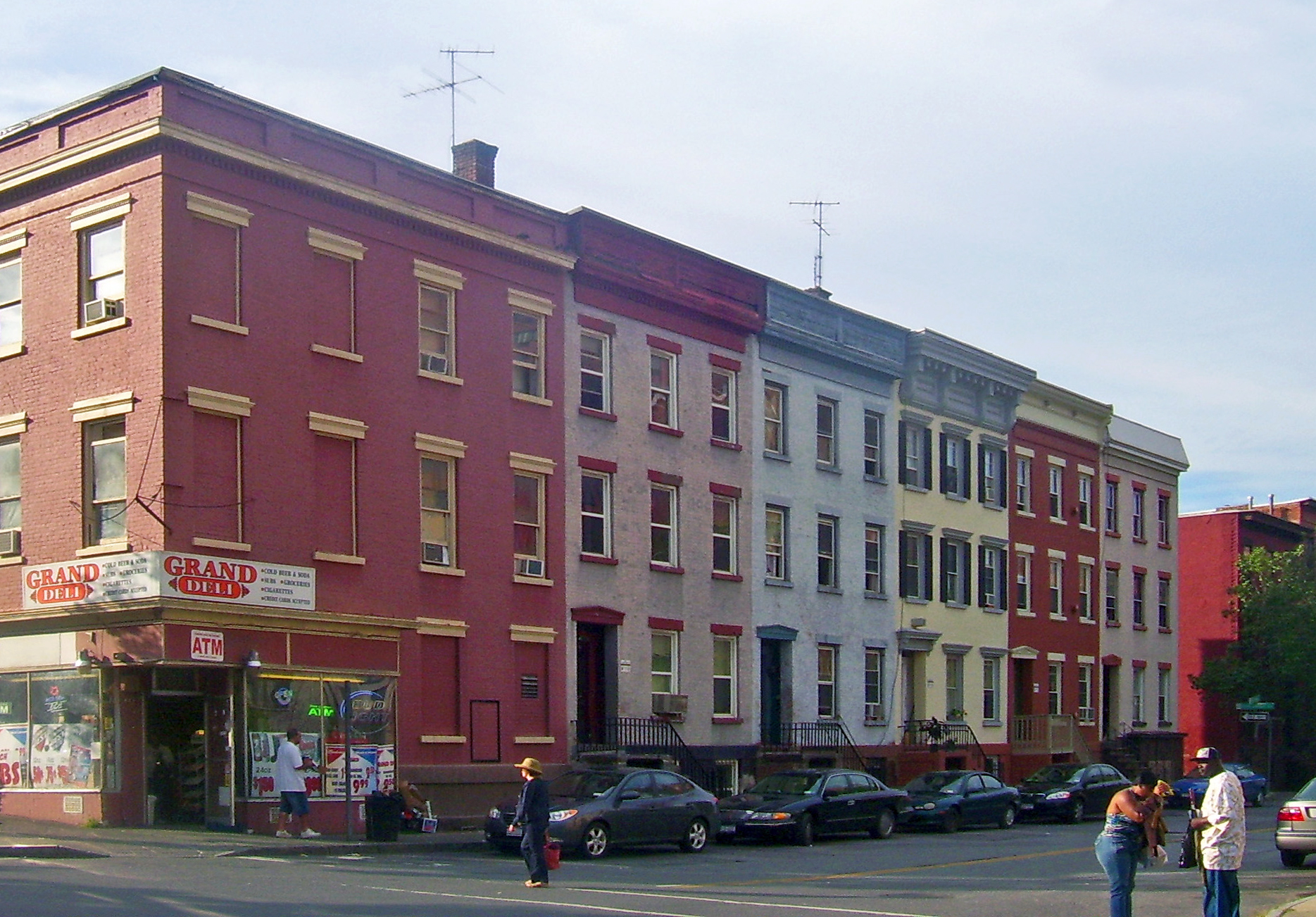
Reihenhäuser an der Grand Street, nördlich der Madison Avenue, 2008

Der Mansion Historic District, manchmal bezeichnet als Mansion Hill, ist ein historischer Distrikt südlich der Empire State Plaza in Albany, New York. Er hat seinen Namen vom nahegelegenen Regierungssitz New Yorks, dem New York State Executive Mansion und bedeckt eine Fläche von 16 Straßenblöcken oder rund 45 Acre. Die meisten der 476 Contributing Properties innerhalb seiner Grenzen sind Reihenhäuser und Stadthäuser, die zwischen der Mitte und dem Ende des 19. Jahrhunderts gebaut wurden und zum größten Teil noch intakt sind.
Das Gebiet wurde zuerst zu Beginn des 19. Jahrhunderts erschlossen, als sich eine kleine Gruppe wohlhabender Bürger hier ihre Wohnsitze erbauen ließ. Später wurde das Land unterteilt und viele Einwanderer nahmen hier ihren ersten Wohnsitz, überwiegend Italoamerikaner. Mitte des 20. Jahrhunderts setzte der Stadtverfall ein, weil das Gebiet durch den Bau der Empire State Plaza vom Zentrum abgeschnitten wurde, was sich negativ auf das Viertel auswirkte. Ein Nachbarschaftskomitee wurde in jener Zeit gegründet. Dieses war maßgeblich daran beteiligt, dass das Viertel sich zu Beginn des 21. Jahrhunderts wieder zu einem Viertel entwickelte, in dem zu wohnen begehrt wurde. 1982 wurde das Gebiet durch die städtische Historic Resources Commission zu einem historischen Distrikt erklärt und in das National Register of Historic Places aufgenommen.

## Geographie
Der historische Distrikt befindet sich auf Land, das sich vom flachen Ufer entlang des Hudson River an seiner Ostseite, wo der Pastures Historic District angrenzt, nach Westen hin um etwa dreißig Meter anhebt. Der South Mall Expressway, der den Verkehr von der Dunn Memorial Bridge  zur Empire State Plaza führt, trennt den Distrikt vom Times Union Center und dem Downtown Albany Historic District im Norden und Nordosten.
Erastus Corning Tower und die anderen modernen Hochhäuser der Empire State Plaza überragen den Distrikt im Nordwesten. An der Westseite liegt ein Streifen Land mit dem Sitz des Gouverneurs, der Cathedral of the Immaculate Conception und der New York State Library. Lincoln Park liegt im Südwesten und beginnt das South End der Stadt, in dem sich industrielle und kommerzielle Bauten stärker abwechseln.
Die tatsächlichen Grenzen des Distriktes verlaufen nur im Osten im Wesentlichen entlang einer einzigen Straße, der South Pearl Street (NY 32). An den anderen Seiten sind die Distriktsgrenzen weniger klar. Die Ecken der Nordseite liegen zwar jeweils an der Madison Avenue (US 20), doch liegen der Großteil der Van Zandt Street und der größte Teil der südlichen Seite der Hamilton Street innerhalb der Distriktsgrenzen, die entlang der Philip Street und der rückwärtigen Parzellengrenze der Anwesen an der Kreuzung mit der Van Zandt Street zur Madison Avenue zurückkehrt. Sie führt dann westwärts bis zur Eagle Street, schließt jedoch die Gebäude gegenüber der Kathedrale aus.
Entlang der Ostseite der Eagle Street verläuft die Grenze dann nach Süden bis zur Ecke mit der Park Avenue, verläuft dann entlang dieser Straße, wobei im mittleren Abschnitt die Häuser auf der Südseite und einige an der Philip Street südlich davon innerhalb der Distriktsgrenzen liegen. Sie verläuft entlang der Grundstücksgrenzen bis zu Charles Street, schließt jedoch ein großes kommerziell genutztes Anwesen an der Park Avenue zwischen Philip und Grand Street nicht mit ein. An der letztgenannten führt die Grenze entlang einiger Grundstücke nach Norden. Nördlich einer alten Fabrik durchtrennt sie in Richtung Osten den Straßenblock zwischen der Grand Street und dem Trinity Place, von wo sie einige Grundstücke nach Süden führt und schließlich, ein anderes Industrieanwesen ausschließend, zur South Pearl Street zurückkehrt.
Charles, Elm, Myrtle und Wilbur Streets liegen vollständig innerhalb der Distriktsgrenzen, ebenso Ash Grove, Bleecker und Madison Place. Innerhalb der Distriktsgrenzen liegen 475 Gebäude, von denen lediglich 20 als nicht beitragend zum historischen Wert gelten. Die meisten der Gebäude sind zwei- oder dreistöckige Reihenhäuser. Einige wenige größere, doch ähnliche gewerblich genutzte Bauten sind in dem Distrikt verstreut. Innerhalb des Distrikts, in dem sich zwei Kirchengebäude stehen, ist die Bebauung dicht und städtischen Charakters, einige wenige Parzellen sind vakant.
Freiflächen bestehen in der Form von drei an der Philip Street liegenden Parkanlagen, wovon die beiden größeren sich zwischen Elm und Myrtle Street gegenüberliegen; in der westlichen davon befindet sich ein Basketball-Feld.

## Geschichte

### 18. Jahrhundert
Zu der Zeit, in der Albany im 17. Jahrhundert besiedelt wurde, war die Stadt hinter Palisaden konzentriert. Diese umfassten ungefähr das Gebiet der heutigen Downtown. Das Gebiet des späteren Stadtviertels am Mansion Hill lag auf der anderen Seite eines später zugeschütteten Einschnitts und war deswegen nicht besonders einladend für die Besiedlung. Der erste verzeichnete Siedler in diesem Gebiet war ein Farmer namens Hendri Hallenbake. Als dieser 1766 starb, teilte seine Familie das Land auf und verkaufte die Parzellen an wohlhabende Bewohner Albanys, die dort große Häuser für sich selbst erbauen ließen.
Nach der Amerikanischen Revolution war einer dieser neuen Bewohner Peter W. Yates, ein erfolgreicher Rechtsanwalt und Milizoberst während des Krieges. Es ist bekannt, dass er dort 1791 lebte, in einem Haus an der heutigen Kreuzung von Ashgrove and Trinity Place. Im Jahr 1807, drei Jahre bevor er Albany verließ und ins Montgomery County zog, verkaufte er das Haus an James Kane.

### 19. Jahrhundert
Kane, ein erfolgreicher Kaufmann, der sein Vermögen im Handel weiter westlich im Mohawk Valley gemacht hatte, wurde schließlich zu dem Landbesitzer, der den größten Einfluss auf das künftige Stadtviertel hatte. In einer Reihe von Zukäufen vergrößerte er sein Anwesen, sodass es den größten Teil des heutigen historischen Distrikts einschloss, mit Ausnahme der Gebiete nördlich der Madison Avenue und westlich der Grand Street, aber auch Land weiter südlich bis hin zur Arch Street. Nachdem Kane in der Panik von 1819 sein Vermögen verloren hatte, wurde sein Land von seinen Gläubigern übernommen.
Außerhalb seines Anwesens begann die erste Landerschließung. Ein Haus im Federal Style wurde 1828 an 146 Madison Avenue gebaut; es ist das älteste im heutigen historischen Distrikt noch bestehende Gebäude. Fünf Jahre später entstand ganz in der Nähe 143 Madison, ebenfalls im Federal Style, doch die Fassade dieses Hauses wurde im weiteren Verlauf des 19. Jahrhunderts verändert. Die Eröffnung des Eriekanals im Jahr 1825 löste ein Wirtschaftswachstum aus, und neues Land für Wohnbebauung wurde notwendig. Während der Großteil davon nördlich und westlich des Zentrums entstand, wurde Trinity Place 1836 (als Broad Street) eröffnet. In den Jahren 1839 bis 1840 wurden die ersten Reihenhäuser in dem zukünftigen Mansion Historic District erbaut, 16–24 und 39–45a Trinity Place und 2 Ashgrove Street in der Nähe. David Orr, einer der damals reichsten Männer der Stadt, ließ etwa zur selben Zeit die Häuserreihe 57–65 Grand Street erbauen. Dabei handelte es sich um die letzten Häuser, die in dem Distrikt im klassischen Stil gebaut wurden. Diese Bauten markieren den Beginn des Mansion-Viertels, wie man es heute kennt.
Archibald McIntyre und Henry Yates kauften 1834 den ehemaligen Besitz Kanes. Sein Haus wurde zumindest von William H. Seward als Regierungssitz genutzt, möglicherweise taten dies auch Nachfolger. Yates verbrachte seinen Lebensabend in dem Haus und verkaufte einen Teil des Landes nördlich von Ashgrove und Westerlo Street, etwa zu der Zeit, in der am Trinity Place die Reihenhausbebauung entstand. Nach Yates’ Tod 1854 wurde das Haus zur Albany Female Academy. Elf Jahre später bezog die Akademie ihren heutigen Sitz und Kanes Wohnsitz wurde abgerissen, um Platz für eine Kirche zu machen.
Zu Beginn der 1840er Jahre war die Bautätigkeit infolge der Wirtschaftskrise von 1837 gering, nur eine kurze Häuserreihe an der Hamilton Street wurde hochgezogen. Die Bautätigkeit nahm gegen Ende des Jahrzehntes zu, eine neue Häuserreihe entstand an der Bleecker Street und einzelne Häuser entstanden im gesamten Gebiet. Orr ließ mit 6–10 Madison eine der auffälligsten Häuserreihen des heutigen historischen Distrikts erbauen; die 1845–1848 entstandenen Gebäude waren speziell für wohlhabendere Hauskäufer intendiert. Die Spitzbogenfenster und neugotischen Merkmale deuten auf den Einfluss durch die Architekturtheorien von Andrew Jackson Downing.

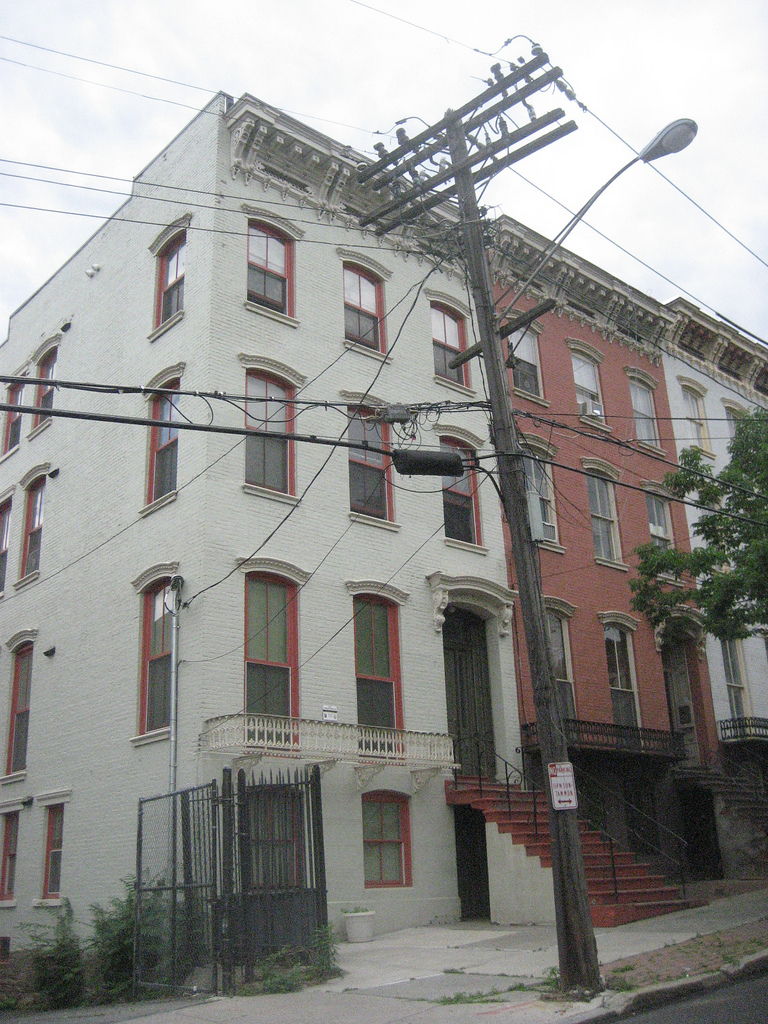
Reihenhaus aus der Mitte des 19. Jahrhunderts

In den 1850er Jahren setzte die Bebauung des heutigen Mansion District voll ein. Die Wirtschaft der Stadt boomte durch den Kanal, den Bau der Eisenbahnen und die Industrialisierung. Neue Arbeitskräfte kamen in die Stadt, viele von ihnen irische Immigranten. Sie benötigten Häuser zum Wohnen und das Stadtviertel Pastures war bereits weitgehend bebaut. Die Bauunternehmer wandten sich deswegen den leereren Fläche im Westen zu. Orr erbaute Häuser an Madison und Park Avenue sowie an Myrtle und Grand Street. Die Steinmetze Charles und Lewis Seymour bauten die Häuserreihe 44–50 Grand Street und möglicherweise mehrere weitere. Das leicht ungewöhnliche in Holzständerbauweise errichtete Wohnhaus von Lewis Seymour in 14 Wilbur Street steht noch.
Ein anderer prominenter Bauunternehmer im Mansion District war James Eaton, der zeitweise Superintendent bei der Erbauung des New York State Capitol war. Ihm verdankt der Distrikt einige neuere Baustile, etwa die im Italianate-Stil gebaute Reihe 46–68 Elm Street, mit leicht hervortretenden Pavillons mit Giebeldach an jedem Gebäude, die den Eindruck eines eigenständigen Turmes erwecken, typischer eigentlich für alleinstehenden Villen dieses Stils aus jener Zeit. Er war auch der Bauherr der im neugotischen Stil Häuser 78–92 Grand Street, deren kombinierte Fassade symmetrisch ist.
Während dieser Zeit wurde das Viertel Heimat einer großen Gruppe deutscher Einwanderer, von denen viele nach dem Zusammenbruch der Revolution von 1848 geflohene Juden waren. Sie entwickelten die South Pearl Street in ein lokales Zentrum des Handels.

### 20. und 21. Jahrhundert
Im Jahr 1876 war der Mansion Hill fast vollständig bebaut, mit Ausnahme einiger Bereiche entlang der Madison Avenue. Das Viertel prosperierte auch in den letzten Jahrzehnten des 19. Jahrhunderts, nicht zuletzt durch das Mitwirken einer anderen Einwandergruppe, den aus Italien herübergekommenen Einwanderern, die zunehmend das Bild des Viertels prägten. Sie erbauten 1908 an der Kreuzung von Grand Street und Madison Avenue die im Stil der italienischen Neorenaissance gebaute St. Anthony's Church. Beim nächsten Census zwei Jahre später stellten sie bereits die viertgrößte und zehn Jahre später, beim Census von 1920, waren Italoamerikaner die größte ethnische Gruppe in der City von Albany, welche die Iren von Park und Myrtle Avenue verdrängt hatten.
Diesen Charakter bewahrte das Viertel bis weit in das 20. Jahrhundert. „Madison unterhalb South Pearl konnte noch bis 1941,“ so schrieb William Kennedy in O Albany!, „als Straße in Italien gelten“ und führte dies auf die vielen italienischen Namen an den Geschäften und Gaststätten dieser Straße zurück.
Die Errichtung der Empire State Plaza hatte jedoch eine negative Wirkung auf Mansion Hill. Die angrenzenden Stadtviertel wurden niedergerissen, Mansion Hill selbst von der Innenstadt abgeschnitten, zum einen durch die Plaza, zum anderen durch den South Mall Expressway. Viele Bewohner zogen deswegen aus dem Viertel weg in die Vororte, und das Bistum Albany schloss 1973 St. Anthony's Church wegen des Mangels an Gemeindemitgliedern. Stadtverfall machte sich bemerkbar, und die Verkaufspreise der Häuser fielen auf 5000 US-Dollar.

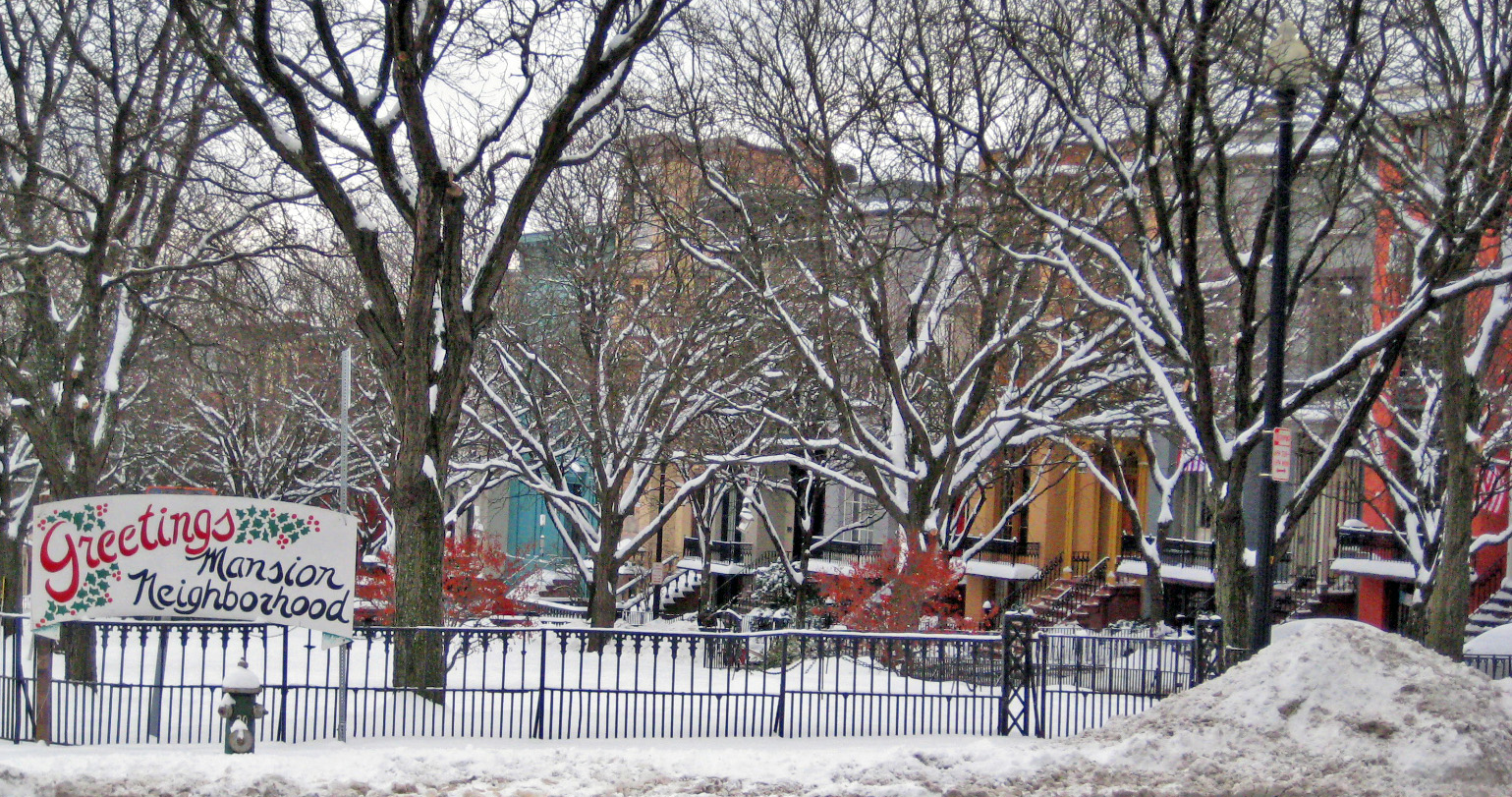
Willkommensschild zur Weihnachtszeit, mit dem Madison Place im Hintergrund

Zu diesen niedrigen Preisen kauften neue Bewohner des Viertels sich Häuser. Zwei von ihnen gründeten 1975 die Mansion Neighborhood Association (MNA), um für das Viertel einzutreten und Abrissplänen entgegenzuwirken. Die Organisation konnte sich etablieren und war mitverantwortlich für die Erholung des Stadtviertels zu Beginn des 21. Jahrhunderts, auch wenn in manchen Bereichen der Stadtverfall noch nicht gestoppt ist und 2007 durch Brandstiftung mehrere Häuser am Madison Place zerstört wurden.
In der Gegenwart sind die Häuser in dem Viertel vor allem wegen ihrer Lage in Fußgängerreichweite von der Plaza und der Innenstadt gut verkäuflich; neu Hinzugezogene loben vor allem den Nachbarschaftssinn der Gemeinschaft im Viertel. Ende des ersten Jahrzehnts des 21. Jahrhunderts kaufte eine andere Gruppe St. Anthony's Church von der Diözese, setzte das Bauwerk instand und baute es in ein Kulturzentrum um. Ähnlich wie bei anderen historischen Distrikten der Stadt unterliegen Neubauten und Umbauten der Genehmigung der städtischen Historic Resources Commission (HRC); dieses Gremium aus neun Bürgern mit Interesse in Architektur, Geschichte und Denkmalschutz wird vom Bürgermeister ernannt. Die HRC berät auch über die Ausweisung von Bauwerken als städtisch anerkannte Kulturdenkmale.

## Belege
1. ↑  Lo Faber: Mansion Neighborhood. In: All About Albany. 1. November 2004, archiviert vom Original am 10. Januar 2005; abgerufen am 25. April 2012 (englisch).  Info: Der Archivlink wurde automatisch eingesetzt und noch nicht geprüft. Bitte prüfe Original- und Archivlink gemäß Anleitung und entferne dann diesen Hinweis.
2. ↑  Frances Ingraham Heins:  Mansion Neighborhood: Alive with Community Spirit, Hearst Corporation, 16. Januar 2005 (englisch).
3. ↑  http://www.nationalregisterofhistoricplaces.com/ny/Albany/districts.html
4. 1 2 3 4 5 6 7 8 9 10 11  Neil Larson: National Register of Historic Places nomination, Mansion Historic District. New York State Office of Parks, Recreation and Historic Preservation, 13. Juli 1982, abgerufen am 25. April 2012 (englisch).
5. 1 2  Judith Botch: O Albany's South End: A Walking Tour. (PDF; 4,3 MB) New York State Writer's Institute, 2006, S. 13, abgerufen am 28. Mai 2012 (englisch).
6. 1 2  Botch, 14.
7. ↑  William Kennedy: O Albany! Penguin Books, New York, NY 1985, ISBN 978-0-14-007416-1, S. 234 (englisch): “Madison below South Pearl, as late as 1941, could be taken for a street in Italy”, zitiert bei Botch, 12.
8. 1 2  Brian Nearing:  Inside a church, a revival begins In: Albany Times-Union, Hearst Corporation, 28. September 2004. Abgerufen am 25. April 2012 (énglisch).
9. 1 2  Rhea Davis:  Strong ties breathe life back into Mansion, Hearst Corporation, 1. Februar 2004 (englisch).
10. ↑  Scott Waldman:  Albany's Mansion District residents withstand the heat, Hearst Corporation, 1. Oktober 2007 (englisch).
11. ↑  Marshall Miller:  Getting in step In: Albany Times-Union, Hearst Corporation, 25. Januar 2004. Abgerufen am 25. April 2012 (englisch). „The day we closed on our house in the Mansion neighborhood, our new neighbors invited us for dinner with three others from the block. People welcomed us with unbelievable warmth, inviting us to holiday parties even before we'd moved in, shoveling and salting our steps so they'd be ice-free when we finally arrived with our U-Haul, even helping us unload the truck. In a month, we've met more people here than we knew in six years in the suburbs.“